# Sarò libera
Sarò libera è il secondo album in studio della cantautrice italiana Emma, pubblicato il 20 settembre 2011 dalla Universal Music Group.
Il 15 febbraio 2012 è stata pubblicata la riedizione, sottotitolata Sanremo Edition e contenente il singolo Non è l'inferno, vincitore del 62º Festival di Sanremo.

## Descrizione
Sarò libera presenta tredici tracce che vedono la partecipazione di numerosi autori tra cui Giulia Anania, Saverio Grandi, Federica Camba, Andrea Amati, Dardust, Roberto Casalino, prodotte da Dado Parisini e Celso Valli.
Sarò libera è caratterizzato principalmente da sonorità pop, con qualche sfumatura rock. Nel disco trovano spazio brani di contenuto sociale come l'indipendenza femminile, la crisi economica e l'anoressia (in Non sono solo te, Protagonista, Non è l'inferno e Acqua e ghiaccio), mentre nel brano Scusa se vado via vengono riscontrate delle somiglianze con Mina. All'interno del disco vengono messe in luce anche nuove sonorità che si avvicinano al jazz e alla tradizione della musica italiana.

## Promozione

### Singoli
La pubblicazione di Sarò libera è stata anticipata dall'omonimo singolo, reso disponibile a partire dal 2 settembre dello stesso anno. Il 17 settembre la Universal ha reso disponibile il download gratuito del brano Cercavo amore attraverso MSN. Il 28 ottobre seguente Tra passione e lacrime è stato estratto come secondo singolo dall'album.
In occasione della partecipazione di Emma al Festival di Sanremo 2012, il 15 febbraio 2012 è stata pubblicata una riedizione dell'album, denominata Sarò libera - Sanremo Edition, contenente una doppia versione di Non è l'inferno, brano vincitore della sopracitata manifestazione, e una reinterpretazione di Nel blu dipinto di blu. Il 27 aprile viene estratto il quarto singolo Cercavo amore, seguito il 10 luglio da una versione remixata da Alex Gaudino e Jason Rooney, quest'ultima inserita nella lista tracce del videogioco Just Dance 4.
Il quinto singolo estratto dal disco è Maledetto quel giorno, già presentato durante il serale di Amici 11, mentre l'11 novembre, sul sito del Corriere della Sera, viene pubblicato in esclusiva il video musicale del brano Non sono solo te, non estratto come singolo. Il video, visibile durante le date indoor del Sarò libera tour, vede la stessa Marrone curare la sceneggiatura e la produzione, mentre la regia è affidata a Gianluca Montesano. La cantante ha dichiarato di aver aspettato a cantare questo pezzo dal vivo per avere una preparazione tecnica e psicologica sufficiente, essendo un brano che ha come tema fondamentale l'indipendenza della donna.

### Tour

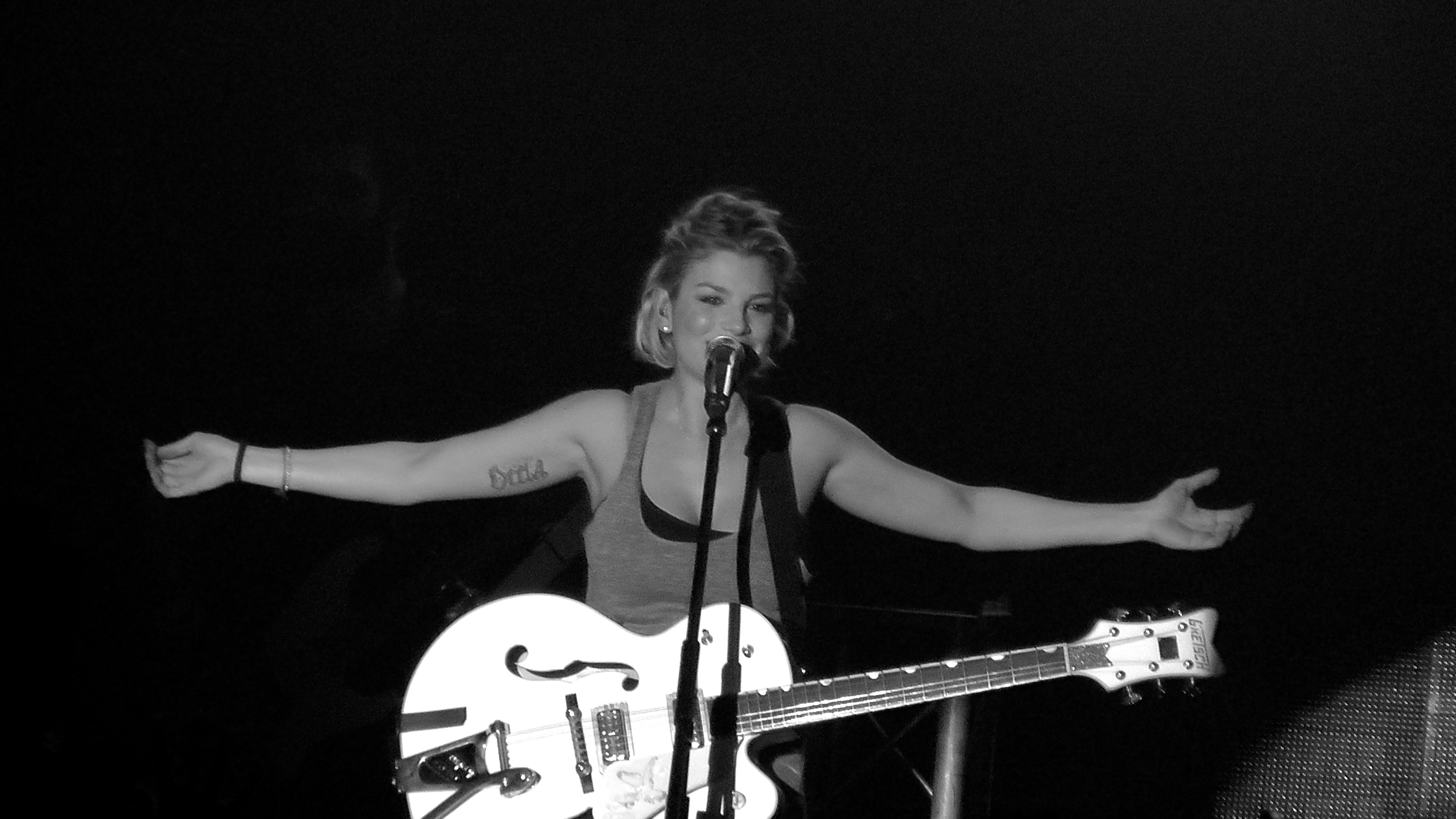
Emma in concerto a Firenze nel 2012.

Dal 10 luglio 2012 al 1º dicembre 2012 si è svolto il Sarò libera Tour, che ha visto la cantante esibirsi in 47 date, tutte in Italia. Il tour è stato diviso in due parti, una estiva ed una invernale, quest'ultima definita anche indoor perché svolta principalmente in palazzetti. Durante il tour Emma ha preso parte al Puglia Sounds in London svoltosi a Londra l'8 ottobre al Koko Club ed a Il concerto del vincitore - Tezenis Live insieme ad Alessandra Amoroso il 5 settembre, all'Arena di Verona, evento trasmesso il giorno seguente su Canale 5. Il concerto del 29 novembre al Palaolimpico di Torino è stato trasmesso in diretta sul sito del Corriere della Sera, mentre nella data del 30 novembre al Paladozza di Bologna, Emma è stata presentata sul palco da Gianni Morandi.
Nel dicembre 2012 viene comunicato che il Sarò libera Tour ha totalizzato oltre 160.000 biglietti venduti (escluse le tappe ad ingresso libero) e sold out in quasi tutte le tappe. Infatti dall'inizio del tour la cantante ha fatto registrare il tutto esaurito nella maggior parte dei concerti.

## Tracce
1. Tra passione e lacrime – 3:57 (Giulia Anania, Luca Angelosanti, Francesco Morettini)
2. Sarò libera – 3:25 (Saverio Grandi, Carlo Rizioli)
3. Senza averti mai – 3:35 (Federica Camba, Daniele Coro)
4. Non sono solo te – 3:36 (testo: Niccolò Agliardi – musica: Niccolò Agliardi, Ermanno Facchi, Andrea Torresani)
5. Ti capita mai – 3:27 (testo: Roberto Casalino – musica: Roberto Casalino, Massimiliano Greco)
6. Dove finisce la notte – 3:24 (Antonio Galbiati, Dario Faini)
7. Acqua e ghiaccio – 3:54 (testo: Niccolò Agliardi – musica: Matteo Bassi)
8. Maledetto quel giorno – 3:44 (Federica Camba, Daniele Coro)
9. Cercavo amore – 3:34 (testo: Roberto Casalino – musica: Roberto Casalino, Niccolò Verrienti)
10. Da quando mi hai lasciato tu – 3:32 (testo: Roberto Casalino, Carlo Verrienti – musica: Roberto Casalino, Niccolò Verrienti)
11. Un attimo – 3:45 (Roberto Casalino)
12. Protagonista – 3:38 (Dario Faini, Andrea Amati)
13. Scusa se vado via – 3:42 (Federica Camba, Daniele Coro)

Tracce bonus nell'edizione di iTunes
1. America – 4:34 (testo: Gianna Nannini – musica: Mauro Paoluzzi) – originariamente interpretata da Gianna Nannini
2. Oro nero – 4:33 (Otto Ohm) – originariamente interpretata da Otto Ohm

Tracce bonus della Sanremo Edition
1. Non è l'inferno – 3:45 (testo: Francesco Silvestre – musica: Enrico Palmosi, Luca Sala)
2. Nel blu dipinto di blu – 3:44 (testo: Franco Migliacci – musica: Domenico Modugno, Franco Migliacci) – originariamente interpretata da Domenico Modugno
3. Non è l'inferno (feat. Alessandra Amoroso) – 3:44 (testo: Francesco Silvestre – musica: Enrico Palmosi, Luca Sala)

## Successo commerciale
In Italia l'album ha debuttato direttamente alla prima posizione della Classifica FIMI Album, venendo certificato disco d'oro dalla FIMI a distanza di sei settimane dalla sua pubblicazione. In seguito alla sua ripubblicazione, avvenuta durante lo svolgimento del Festival di Sanremo 2012, Sarò libera è stato certificato tre volte disco di platino per aver venduto oltre 180 000 copie sul suolo italiano. Al termine del 2012, l'album è risultato essere il sesto più venduto nel primo semestre del 2012, e l'ottavo più venduto durante l'anno solare. È inoltre rimasto in classifica per oltre 100 settimane.
L'album è stato trainato dalle vendite dei singoli estratti, Non è l'inferno, certificato disco multiplatino per le oltre 60.000 vendite in digitale, debutta subito al 1º posto nella Top Singoli mentre in Svizzera raggiunge la 19ª posizione. Cercavo amore arriva alla vetta della Top Singoli, rimanendoci per due settimane, e viene certificato disco di platino per le oltre 30.000 vendite in digitale mentre in Svizzera ha debuttato alla 68ª posizione. Sarò libera raggiunge la quarta posizione nella Top Singoli e viene certificato disco d'oro per le oltre 15.000 vendite in digitale.
In Svizzera l'album ha raggiunto la 43ª posizione della Schweizer Hitparade, rimanendo in classifica per otto settimane.

## Classifiche

### Classifiche settimanali
| Classifica (2011) | Posizione massima |
| ----------------- | ----------------- |
| Italia            | 1                 |
| Svizzera          | 43                |

### Classifiche di fine anno
| Classifica (2011) | Posizione |
| ----------------- | --------- |
| Italia            | 27        |
| Classifica (2012) | Posizione |
| Italia            | 8         |

## Riconoscimenti
A giugno del 2012, in occasione dei Wind Music Awards 2012, l'album ha ottenuto il Premio CD Platino.